# 岡崎弘明
岡崎 弘明（おかざき ひろあき、1960年4月4日 -）は、日本の小説家。熊本県生まれ。

## 経歴
早稲田大学商学部卒業。1988年に、『SFアドベンチャー』誌上〈森下一仁のショートノベル塾〉に短編小説「天使たちの協奏曲」が掲載され商業誌にデビュー。その後、1989年に開催された第1回日本ファンタジーノベル大賞にて、投稿作「月のしずく100％ジュース」が最終候補に残り、翌年の1990年に開催された第2回日本ファンタジーノベル大賞では、投稿作のSF的創世神話「英雄ラファシ伝」が優秀賞となった。同年に前記の二作品によって新潮社から、本格的にプロ・デビュー。
ちなみに企業家でもあり、2000年4月より株式会社帝国データバンクネットコミュニケーションの代表取締役を務めている。
日本SF作家クラブ会員だったが、2023年4月現在は、会員名簿に名前がない。

## 作品リスト

### 著書
- 『月のしずく100％ジュース』 (1990年 新潮社ファンタジーノベル・シリーズ、カバーイラスト：加藤洋之+後藤啓介、解説：高橋源一郎)
- 『英雄ラファシ伝』(1990年 新潮社、カバーイラスト：加藤洋之+後藤啓介)
- 『恋愛過敏症』(1992年 PHP研究所)
- 『たんぽぽ旦那』(1993年 新潮社)
- 『私、こういうものです』(1993年 角川書店) - 「世にも奇妙な物語」1994年春の特別編にて映像化（主演：萩原聖人）
- 『太陽君(童話パラダイス)』(1994年 理論社、イラスト:伊藤正道)

### 共著
- 『空想科学少女リカ』(The dream science novels) (2004年 日本文芸社、柳田理科雄との共著)
  - 文庫版 (2012年 メディアファクトリー文庫、イラスト:吾嬬竜孝)
- 『天使スリーピーの世界子守歌めぐり (ピアノCD付き)』 (絵本、2015年3月 日本文芸社、絵:中林めぐみ、音楽CD:本窪田なつき)

### ノベライズ
- ヤング・インディ・ジョーンズ〈11〉脱走大作戦 (1993年8月 文春文庫、 原案:ジョージ・ルーカス)
- 学校の怪談 (1995年5月 集英社文庫、イラスト:友風子（2012年6月からの新装版））
  - 改題『学校の怪談 閉ざされた旧校舎』(2011年8月 集英社みらい文庫、イラスト：弥南せいら)
- 地獄先生ぬ〜べ〜 鬼の手の秘密 (2013年8月 集英社みらい文庫)
- 地獄先生ぬ〜べ〜 童守小学校の七不思議 (2013年11月 集英社みらい文庫)
- 地獄先生ぬ〜べ〜 ドラマノベライズ : 地獄先生、登場!! (2014年12月 集英社みらい文庫)
- 地獄先生ぬ〜べ〜 ドラマノベライズ 2 : ありがとう、地獄先生!! (2015年2月 集英社みらい文庫)

### 寄稿したアンソロジー
- 奇妙劇場 (Vol.2) (1991年7月 太田出版(Ohta Novels))　- 収録短編：「帰省ラッシュ」
- 奇妙劇場 (Vol.3) (1991年11月 太田出版(Ohta Novels))　- 収録短編：「つちのこ学園」
- 日本SFの大逆襲！ (1994年11月 徳間書店)　- 収録短編：「まん丸で四角いもの」
- SFバカ本 白菜編　(1997年2月 ジャストシステム)　- 収録短編：「地獄の出会い」
- SFバカ本 たいやき編 　(1997年11月 ジャストシステム)　- 収録短編：「ぎゅうぎゅう」
- 異形コレクション1 ラブ・フリーク　（1998年1月 廣済堂文庫）　- 収録短編：「太陽に恋する布団たち」
- 異形コレクション4 悪魔の発明　（1998年5月 廣済堂文庫）　- 収録短編：「空想科学博士」
- SFバカ本 白菜篇プラス 　(1999年1月 廣済堂文庫、「地獄の出会い」の再録)
- SFバカ本 たいやき篇プラス 　(1999年5月 廣済堂文庫、「ぎゅうぎゅう」の再録)
- SFバカ本 ペンギン篇　(1999年8月 廣済堂文庫)　- 収録短編：「われはロケット」
- なんちゃってがいっぱい　(1999年10月 理論社フォア文庫おはなしポケット)　- 収録短編：「ネコになる日」
- 異形コレクション14 世紀末サーカス　（2000年1月 廣済堂文庫）　- 収録短編：「綱渡り」
- SFバカ本 彗星パニック 　(2000年2月 廣済堂文庫)　- 収録短編：「ヘル・シアター」
- SFバカ本 黄金スパム篇 　(2000年11月 メディアファクトリー)　- 収録短編：「とんべい」
- SFバカ本 宇宙チャーハン篇 　(2000年11月 メディアファクトリー)　- 収録短編：「アンテナおやじ」
- 超短編アンソロジー  （2002年9月 ちくま文庫）　- 収録短編：「自転する男」
- 笑劇(しょうげき) - SFバカ本カタストロフィ集 　(2007年1月 小学館文庫、「ぎゅうぎゅう」の再録)
- 異形コレクション39 ひとにぎりの異形　（2007年12月 光文社文庫）　- 収録短編：「怪人影法師」
- 異形コレクション48 物語のルミナリエ （2011年12月 光文社文庫）　- 収録短編：「惑星ニッポン」
- ちょーコワ! 最凶怪談 （2012年7月 集英社みらい文庫）　- 収録短編：「悪魔のTシャツ 」
- ショートショートの缶詰 short-short's can （田丸雅智/編、2016年5月 キノブックス、「自転する男」の再録）
- 日本SFの臨界点［怪奇篇］ ちまみれ家族（伴名練/編、2020年7月 ハヤカワ文庫JA、「ぎゅうぎゅう」の再録）

### 小説以外の著作・論文
- ECが引き起こす第三次流通革命
- 経営リスク総点検
- 企業進化の実態と成功への秘訣
- 新世紀産業の動向
- EC最前線-産業給食の雄「シダックス」の試みるEC戦略-インターネットで世界に向けての食材公開調達

　　(以上いずれもTDBレポート)
- お父さんのパソコン (1997年2月 角川書店)
- eコマースで勝つ会社滅びる会社 (2000年6月 あさ出版)